# 两河街道
两河街道，是中华人民共和国贵州省六盤水市盘州市下辖的一个街道办事处。
2013年7月4日，贵州省人民政府批复同意撤销两河乡，设置两河街道，街道办事处驻冯家庄社区。
2015年6月4日，贵州省人民政府批复同意盘县乡镇行政区划调整，将原西冲镇爬山村和原翰林街道旧铺村、沙坡村、花家庄村，以及滑石镇雷打山村、岩脚村划归两河街道管辖，街道办事处驻两河村。

## 行政区划
两河街道下辖以下地区：
沙坡村、旧铺村、爬山村、两河村、扯扎村、吴官村、鄢官村、冯家庄村、下寨村、城关箐村、海铺村、亮山村、岩脚村和雷打山村。